# Asystasia guttata
Asystasia guttata là một loài thực vật có hoa trong họ Ô rô. Loài này được (Forssk.) Brummitt mô tả khoa học đầu tiên năm 1978.